# Ctenolimnophila (Ctenolimnophila) fuscoanalis
Ctenolimnophila (Ctenolimnophila) fuscoanalis is een tweevleugelige uit de familie steltmuggen (Limoniidae). De soort komt voor in het Neotropisch gebied.